# Antoinette Murat
Marie Antoinette Murat, född 3 januari 1793 i Labastide-Murat i Occitanien, död 19 januari 1847 i Sigmaringen i Baden-Württemberg, var en ingift släkting till Napoleon som var furstinna av Hohenzollern-Sigmaringen 1831–1847. 
Hon var dotter till den franska gästgivaren Pierre Murat (1748–1792) och brorsdotter till Joachim Murat, som 1802 gifte sig med Napoleons syster Caroline Bonaparte. 
I egenskap av ingift i Napolens familj blev hon en spelpjäs i Napoleons dynastiska äktenskapspolitik. Hon utbildades i L'Institution nationale de Saint-Germain. Napoleon gifte bort henne med kronprins Karl av Hohenzollern-Sigmaringen 1808. Hennes make var regerande furste av Hohenzollern-Sigmaringen 1831–1847. 